# Nicholas Krgovich
Nicholas Krgovich (* 1982) je kanadský hudebník z Vancouveru. V roce 1999 založil skupinu P:ano, která původně hrála jen v duu a později byla rozšířena na kvartet. Po odchodu jedné z členek se skupina v roce 2008 rozpadla a zbylé trio založilo kapelu No Kids. Svůj první sólový singl vydal v roce 2007, první sólovou desku o pět let později. V roce 2015 odehrál japonské turné se zpěvačkou Angel Deradoorian.

## Sólová diskografie
- Real Life (2012)
- Who Cares? (2013)
- On Sunset (2014)
- On Cahuenga (2015)
- The Hills (2016)
- In an Open Field (2017)
- Ouch (2018)